# Миколай Бжеський
Миколай Бжеський гербу Цьолек (пол. Mikołaj Brzeski) — шляхтич, військовик, урядник Речі Посполитої. Представник роду Бжеських, які мали вплив у Сандомирському воєводстві.

## Життєпис
Син Анни і внук Миколая Язловецьких з Бучача.
Був придворним короля Сигізмунда II Авґуста. Ротмістр поточної оборони в 1569—73 роках. У 1571—1572 роках був великим коронним хорунжим. 19 червня 1572 року отримав посаду кам'янецького старости після померлого Миколая Потоцького. До цього мав посаду надвірного хорунжого. Як кам'янецький староста підписав лист короля Сігізмунда III Вази у 1590 році. Згідно запису Коронної метрики, 2 травня 1590 втратив посаду через відсутність оплат протягом 4 років. 
Через погане здоров'я був позбавлений посади коменданта Кам'янецької фортеці. 1577 року міщани Летичева подали скаргу королю С. Баторію на летичівського старосту Миколая Бжеського.
Був одружений з Евою — донькою львівського судді Яна Давидовського гербу Прус, мав дітей:
- Домінік — чоловік хорунжанки подільської Гелени Сметанки
- Абрагам
- Марцін — кустош перемиський
- Зофія — дружина суррогатора Галицького староства Єжи Щуцького
- Барбара — дружина Еразма Крупки.

Сприяв — як кам'янецький староста — реставрації (чи приоздобленню) римо-католицької каплиці св. архангела Михаїла Кам'янець-Подільської фортеці в 1575 році. Про що свідчить напис на внутрішній стіні башти. Зверху над написом була ще одна кам'яна стела з гербом, але її було спеціально вийнято зі стіни. Той напис Пшездецький прочитав так:
Sacellum hoc consecratum est per reverendissimum Martinum Białobrzeski, Dei gratia episcopum Camenecensem et abbatet Genov. Quod reparavit generosus Nicolaus Brzeski de Brzescie terrarum Podoliae generalis capitaneas, ad laudem Dei Omnipotentis in titulum S. Michaelis Archangeli A. D 1575.
1586 року записав фундуш для монастиря домініканців у Смотричі.